# 佐々木みう
佐々木 みう（ささき みう、1995年＜平成7年＞3月7日 - ）は、日本の女優、インスタグラマー。宮城県仙台市出身。株式会社PFH Entertainment所属。

## 経歴
・高校卒業と同時に上京。サロンモデルとしてスカウトされたことをきっかけに芸能活動を開始。女優としても活動を始め、『月喰マスカレイド』で舞台デビューを果たす。
現在はインスタグラマーとしても活動しており活動の幅を広げている。
・2018年4月には劇団ガールズキャラバンの初期メンバーとして加入、2020年2月に同グループが活動休止するまで主力メンバーとして活躍した。
・2019年11月、お笑いタレントの紺野ぶるま初脚本の『LOVE me DONUTS』に出演。
・趣味：料理・スノーボード・ハンドメイド
・特技：ダンス・ジェルネイル・フルート・ヘアメイク
・資格：普通自動車免許・サービス接遇検定・秘書検定・仙台藩作法

## 舞台
・『月喰マスカレイド』（2016年12月15日-18日）-守離役
・『なんでもないトマトなのに』（2018年3月20日-26日）
・『陳弁ピクトグラム』（2018年5月22日-27日）
・『東京モガ』（2018年8月14日-19日）-美々役
・『私の娘でいて欲しい』（2019年4月27日-29日）-沙弥役
・『キツネたちが円舞る夜』（2019年5月19日-28日）-アスカ役
・『TRANSISTOR RADIO』（2019年9月6日-8日）
・『LOVE me DONUTS』（2019年11月2日-9日）
・『故人、宿します』（2020年10月15日-19日）-山中遥香役
・『夕凪の街、桜の国』(2021年8月)

## MV出演
・水槽のクジラ『いずれまた春に』（2016年7月6日リリース）
・NEVERSTAND『Whisper』（2017年4月19日リリース）
・Rurculara 『ブルーラヴ』（2019年10月17日リリース）
・ワヅカ『流星群』

## テレビ・映画出演
・『地球』（2017年11月公開）
・『爪先の宇宙』（2017年11月公開）
・テレビ朝日『ポルポ』（2019年8月10日放送）
・テレビ東京『さまぁ～ず東京』（2020年12月26日放送）
・テレビ東京『さまぁ～ず東京』（2021年1月23日放送）
・ＭＢＳ『たびくらげ探偵日記』第1話(2022年1月6日)

## 雑誌掲載
・『ray』
・『SEVENTEEN』
・『ar』（2021年3月号）
・『an・an』（2021年6月号）
・『MORE』(2021年9月号)